# Knud Olsen
Knud Olsen (født i 1919 i Præstø, død 31 august 2010 i Bandholm) var en dansk bådebygger og båddesigner, der blandt andet er kendt for at have designet OK-jollen.

## Historie
Trillingerne Torben, Bjørn og Knud Olsen blev født i Præstø i 1919, hvor deres far arbejdede som tømrer. Som drenge var de ofte ved fjorden eller havnen, og de ville alle arbejde med både og sejlads. Torben tog til søs og blev skipper, mens Bjørn og Knud kom i lære som tømrere og snedkere. De foretrak dog at bygge både, og som 20-årige startede de deres egen virksomhed med spidsgatteren Vata. I 1941 designede Knud Olsen Svanen, en konkurrent til Folkebåden, og i 1943 designede han fem 5-metere sammen med sine brødre. De blev bygget for en københavner, der havde store forventninger til klassen i fremtiden.
Efter 2. verdenskrig var det næsten umuligt at skaffe materialer, så Knud og Bjørn opgav at bygge både i Præstø og tog til Sverige. Ti år efter var Knud hjemme igen og arbejdede til dels med at bygge, dels designe både. Mange forskellige former for både blev bygget, heriblandt motorbåde og fiskekuttere. Designet var praktisk, bådene var lette at sejle og billige at bygge. Snart fandt han sin egen stil, der var temmelig meget anderledes fra de dyre kutter-typer grundet manglen på materialer.
I begyndelsen af 1950’erne begyndte Knud Olsen at arbejde for A.P.Botved, som startede med at producere speedbåde i Vordingborg af finér dækket med glasfiber som de amerikanske både. Nu var der tid til at Olsen kunne designe både i sin fritid, hvilket resulterede til designet af en 4,5 m lang jolle. Den blev aldrig bygget, men da arkitekt Axel Damgaard kom hjem i 1956, genopstod designet og førte til den verdenskendte OK-jolle.
Knud Olsen blev hos Botved indtil 1961, da han startede sin egen forretning i et gammelt kornlager ved Bandholm Havn. Selvom Olsen byggede mange både havde han svært ved at ernære sig ved det, fordi, som han sagde, ”folk kom og spurgte, om jeg havde noget, der kunne sejle, så jeg gav dem et gammelt eller billigt design.” Af samme grund blev han ikke lige så anerkendt som de berømte Utzon og Slaaby-Larsen, selvom hans designs var i samme klasse og tegnet med en endnu større praktisk indsigt.
På Bandholm begyndte Olsen at bygge en 10-meter i mahogni, men blev snart mere interesseret i mulighederne med glasfiber. Han kendte allerede materialet fra sin tid hos Botved. Designet blev til en Bandholm 26, der, sammen med Bianca 27 og Great Dane 28 bygget i samarbejde med Nimbusbrødrene, blev den første generation af danske glasfiberbåde. Kun skroget blev lavet af glasfiber, da Olsen syntes, dækket skulle være af træ for at give båden den rette følelse.
Senere kom Bandholm 20 og Bandholm 30 til, som blev afløst af Mariboat i starten af 70’erne. Bandholm 20 kom dog senere igen i en kortere version, nu kaldet Bandholm 24, og for første gang var Olsen i stand til, som indehaver af rettighederne til båden, at brødføde sig selv som designer. Da Mariboat senere fik problemer, blev han tvunget til at genoptage bådbyggeriet, nu mest med simple job eller opgradering af større både.